# Sims (Karolina Północna)
Sims – miasto w Stanach Zjednoczonych, w stanie Karolina Północna, w hrabstwie Wilson.